# Rentjärn
Rentjärn är en småort i Malå kommun, Västerbottens län. 

## Historia
Byns namn lär ha tillkommit efter att den store renägaren Sjul-Larsson i Strömfors samlat sin renhjord på den isbelagda tjärnen. Eftersom renarna var så många så blev tyngden för stor, och många av dem gick igenom isen och drunknade. 
Anders Mikaelson, född 1743 i Norsjö, räknas som byns förste inbyggare. Vid ett tillfälle stal han renar från samerna, att döma av ett tingsrättsprotokoll från 1774 i Arvidsjaur. Som straff fick han sitta 2 timmar i halsjärn, tjugo par spö samt en söndag i kyrkplikt. Han hade flera barn: Sara, Anders, Catarina, Mårten och Johan. Det var Johan "Jan-Marsa" som övertog hemmanet.